# Mike Cobb
Michael Cobb (Youngstown, 20 dicembre 1955) è un ex giocatore di football americano statunitense che ha militato nel ruolo di tight end nella National Football League (NFL) e nella United States Football League (USFL).

## Carriera
Al college Cobb giocò a football a Michigan State. Fu scelto come ventiduesimo assoluto nel Draft NFL 1977 dai Cincinnati Bengals. Vi giocò per una sola stagione, dopo di che fu scambiato con i Chicago Bears, dove rimase fino al 1981. Nel 1983 firmò con i Michigan Panthers della USFL dove trovò maggior fortuna, concludendo con 118 ricezioni per 1.319 yard e 10 touchdown in due stagioni.

## Vita privata
Cobb è il cugino dell'ex running back dei Seattle Seahawks Sherman Smith.